# Ondarroa
Ondarroa en basque ou Ondárroa en espagnol est une commune de Biscaye dans la communauté autonome du Pays basque en Espagne. C'est un important port de pêche de la côte basque.

## Étymologie
L'étymologie la plus habituelle qui est donnée au nom d'Ondarroa est celle de "bouche de sable", qui provient de ondar (tza) sable, et ahoa bouche en basque. Même si la règle donne aho, bouche, est possible dans des cas comme Ugao, Sestao et Bilbao, mais dans le cas d'Ondarroa est oha, non ahoa, de sorte que le mot original a pu être Ondarraoa. Une autre interprétation de son nom est beaucoup plus simple, provenant d'Ondarrola (ola, vague en basque et un suffixe pour dénoter l'abondance très commune : Urkiola, Aretxola, Pagola, Artola, etc.) Dans un tel cas sa signification serait banc de sable ou plage. Le nom de famille Ondarrola est précisément de cette zone côtière.
Une autre étymologie peut être (h)ondar  sable, et - o(a) suffix locative (comme en Mokoroa, Abaroa, Aritzabalo, Zabalo, Agirreoa, Gipuzkoa, Nafarroa, Bidasoa, Aezkoa, Amezkoa...).

## Géographie
L'étymologie Ondarroa, bouche de sable ou banc de sable, explique sa nature géographique.
Même si dans l'Antiquité le casco antiguo (vieux quartier) de la ville se trouvait dans le flanc gauche des montagnes et sur la rive gauche de la rivière Artibai où, tout comme dans la rive droite, prédominent de grandes banques de calcaire (période Albien-Cénomanien) qui s'inclinent vers la mer, l'Ondarroa moderne est située dans les grands bancs de sable qui se sont formés dans la ria de l'Artibai. Cette caractéristique est facilement reconnaissable dans sa structure urbaine. Dans la partie la plus intérieure de la commune, dans le quartier d'Errenteria dans la limite avec Berriatua, nous pouvons déjà trouver des matériaux plus anciens et durs appartenant au Crétacé Inférieur. La zone de la côte est déjà formée par des falaises comme celle de Peña Fraile, route de Lekeitio.
Les sommets de la géographie ondarraise accidentée sont : Arrigorri (158 m), Santa Cruz (336 m), Arrikunzalde (400 m) Pertika, Kalamendi (314 m) Urzelai (212 m) et Mustutxuru (147 m). Ce dernier est situé dans le dos du noyau d'Ondarroa.
On a fondé Ondarroa comme ville dans les terres appartenant à l'elizate de Berriatua, en 1974 Berriatua s'est unie à Ondarroa, union qui a duré jusqu'à 1983.

## Hydrographie

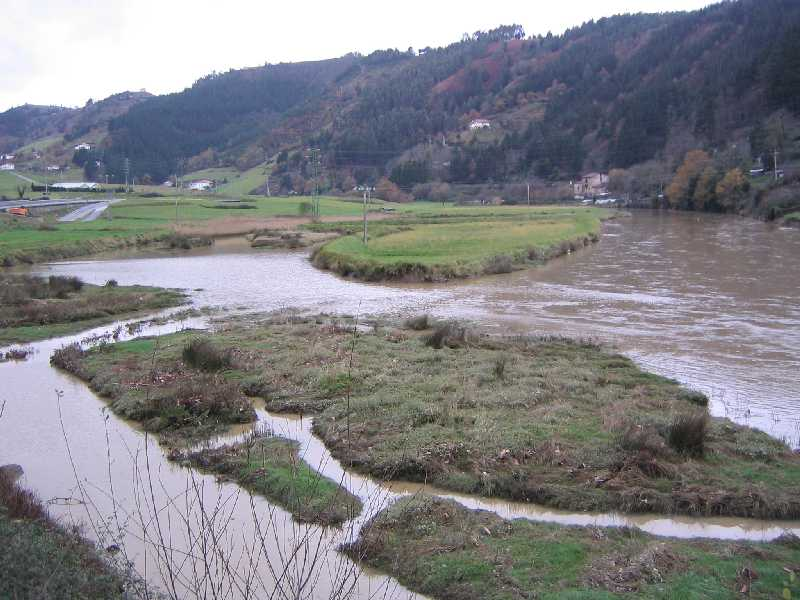
Marais situés dans le quartier de Erenteria, à Ondarroa.

L'Artibai est la principale rivière qui traverse et forme la localité. Elle vient de la montagne Oiz et dans l'embouchure crée une petite ria, qui arrive jusqu'à la localité de Berriatua, entourée de bancs de sable qui sont actuellement occupée dans sa totalité par la structure urbaine. Le Zaldu et l'Amalloa, petits affluents de l'Artibai, sont les autres accidents hydrographiques remarquables.
L'Artibai forme un marais à l'entrée de la localité, bien qu'il soit très détérioré mais est encore appréciable.
La plage d'Arrigorri se forme dans une des extrémités de la baie, juste à l'abri de la digue qui la sépare de la rivière. La Baie est formée par l'embouchure de l'Artibai, aujourd'hui occupée par la trame urbaine et le port, et les massifs de Saturraran, et l'embouchure du petit ruisseau Mijoa donnent sur la plage de Saturraran, à Mutriku.

### Limites
Au nord avec la mer Cantabrique, à l'est avec Mutriku (Guipuscoa), au sud et à l'ouest avec Berriatua.

### Quartiers
Les quartiers de Ondarroa sont: Goimendia, Gorozika et Errenteria.

## Population
La population (recensement de 2001) est de 9 845 habitants. En 1981 il avait 12 150 habitants. Chiffre qui diminue a quelque 1 000 (?) des habitants en 1983, étant donné la séparation de Berriatua et depuis lors, dû fondamentalement à la chute de la pêche, a diminué. Dans les années 1960 et 1970 un accroissement très important s'est produit principalement, dû à l'émigration.
Les quartiers, qui avec le noyau urbain intègrent la commune, sont Errenteria transformé en principal noyau industriel et Gorotzika, totalement rural, où on peut voir quelques fermes de grand intérêt par leur Antiquité.

## Histoire

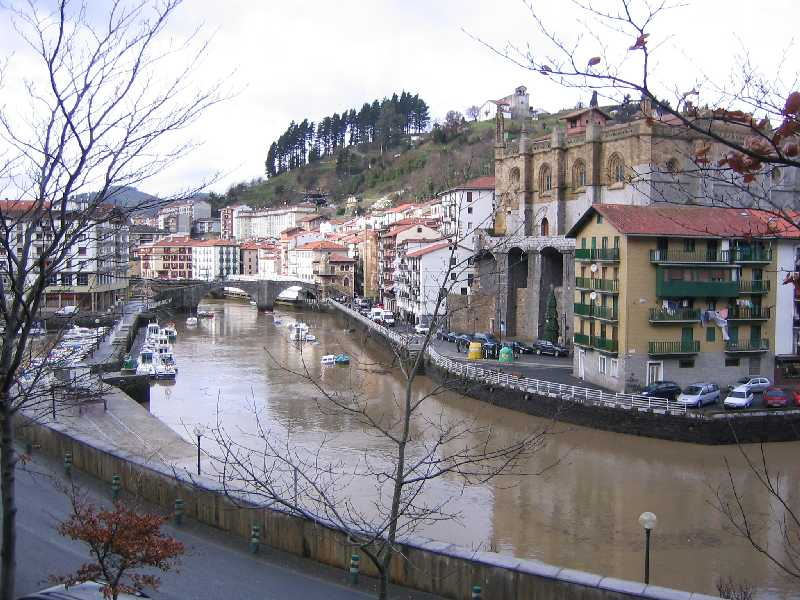
Calle Kantxopi, ancien port fluvial ondarrais. À noter le "puente viejo", la vieille confrérie des pêcheurs (à droite), l'église Santa María (à droite de l'image) et l'ermitage de la Antigua (sur la partie haute de l'image).

La première référence documentaire dans laquelle figure le nom d'Ondarroa date de 1027 dans lequel une écriture signale la restauration de l'Évêché de Pampelune le monarque Sancho Garcés III, dit le Grand, roi de Pampelune Nájera, décrit qu'une des limites arrive jusqu'à Deba et de là à Gorosika de Ondárroa.
Le 28 septembre 1327 Maria Diaz I de Haro a étendu à Estella (Navarre) la lettre de peuplement d'Ondarroa, elle est rédigée par le greffier de Bolivar Juan Iñiguez. La nouvelle ville était établie dans des terres de l'elizate de Berriatua et on lui donnait la juridiction (for) de Logroño, comme le reste de villes de la seigneurie de Biscaye. Sur la lettre de peuplement il est repris ceci… 
"lo que en la hermandad de Ondárroa fue propiedad de Pedro González de Arancibia, y lo adquirió por permuta de los labradores con él. "
"ce que dans la fraternité d'Ondarroa a été propriété de Pedro González de Arancibia, et l'a acquis par échange des agriculteurs avec lui."
en faisant référence à la famille Aranzibia qui était une des familles nobles de cette partie de la seigneurie. Juan Nuñez de Lara et sa femme madame Maria ont confirmé en 1335 les privilèges de fondation et ont disposé du nécessaire pour qu'elle soit emmurée.
Le roi Alphonse XI a accordé à Ondarroa l'exploitation du trafic effectuée par le pont de bois qui traversait l'Artibai (juste dans le lieu où se trouve aujourd'hui celui qui est connu comme le "vieux pont") et a incorporé le quartier de Renteria, "la Rentería de Aramallo", à la ville. Dans ce quartier, à quelque deux kilomètres de l'embouchure de la ria, on a construit le port primitif.
Henri IV a accordé des privilèges comme des compensations aux services rendus à la Couronne et l'aide à la reconstruction après l'incendie de 1463.
En 1351, elle a fait partie, avec Bilbao, Plentzia et Lekeitio d'une Ligue contre l'Angleterre, qui avait occupé Bayonne et Biarritz. Le traité de paix a été signé le 21 décembre 1353 en Fontarrabie.
Dans le recensement de 1514 on définit la ville comme formée par les rues Iperkale (rue du bas en basque), Goikokale (rue du haut en basque), Kale Haindi (rue Grande en basque) et Erribera (rivage en basque) et les quartiers Renteria, Gorozika et Astarrika (également appelée Arriaga) avec une population de 167 "foyers" (des maisons, chaque foyer ou feu équivaut à 4 personnes) occupés et 21 vides, ce qui donne une population estimée de 668 habitants.
L'importance de la ville en 1800 est démontrée par les cinq bénéficiaires à la ration complète et une à mi-ration (celle du  sacristain) qui servaient dans l'église. Les ermitages étaient consacrés à Nuestra Señora la Antigua, la paroisse primitive, San Juan de Gorozika, Santa Clara, dans la Rivera, et la Piedad (Piété).

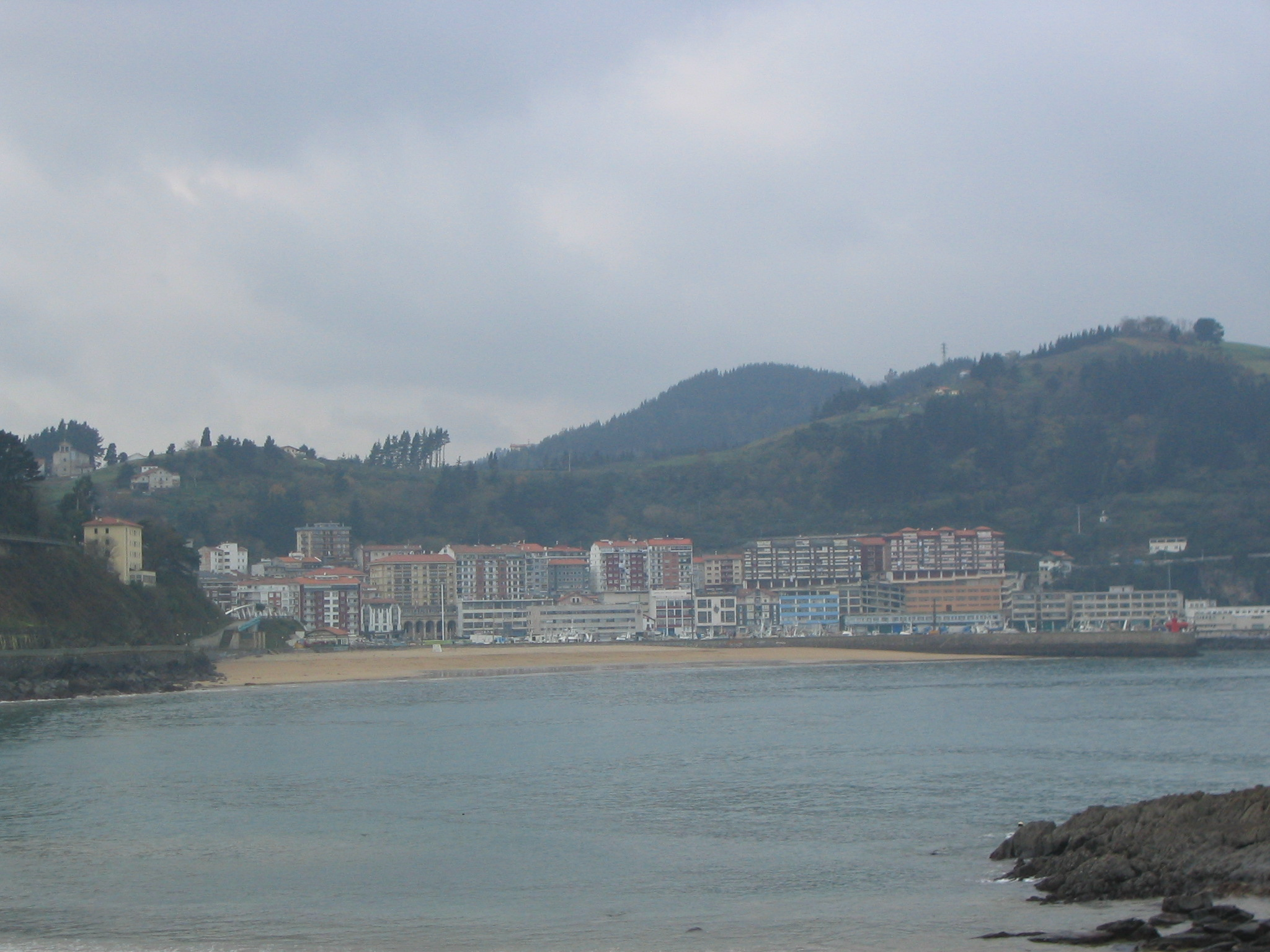
Au fond, Arrigorri, la plage d'Ondarroa.

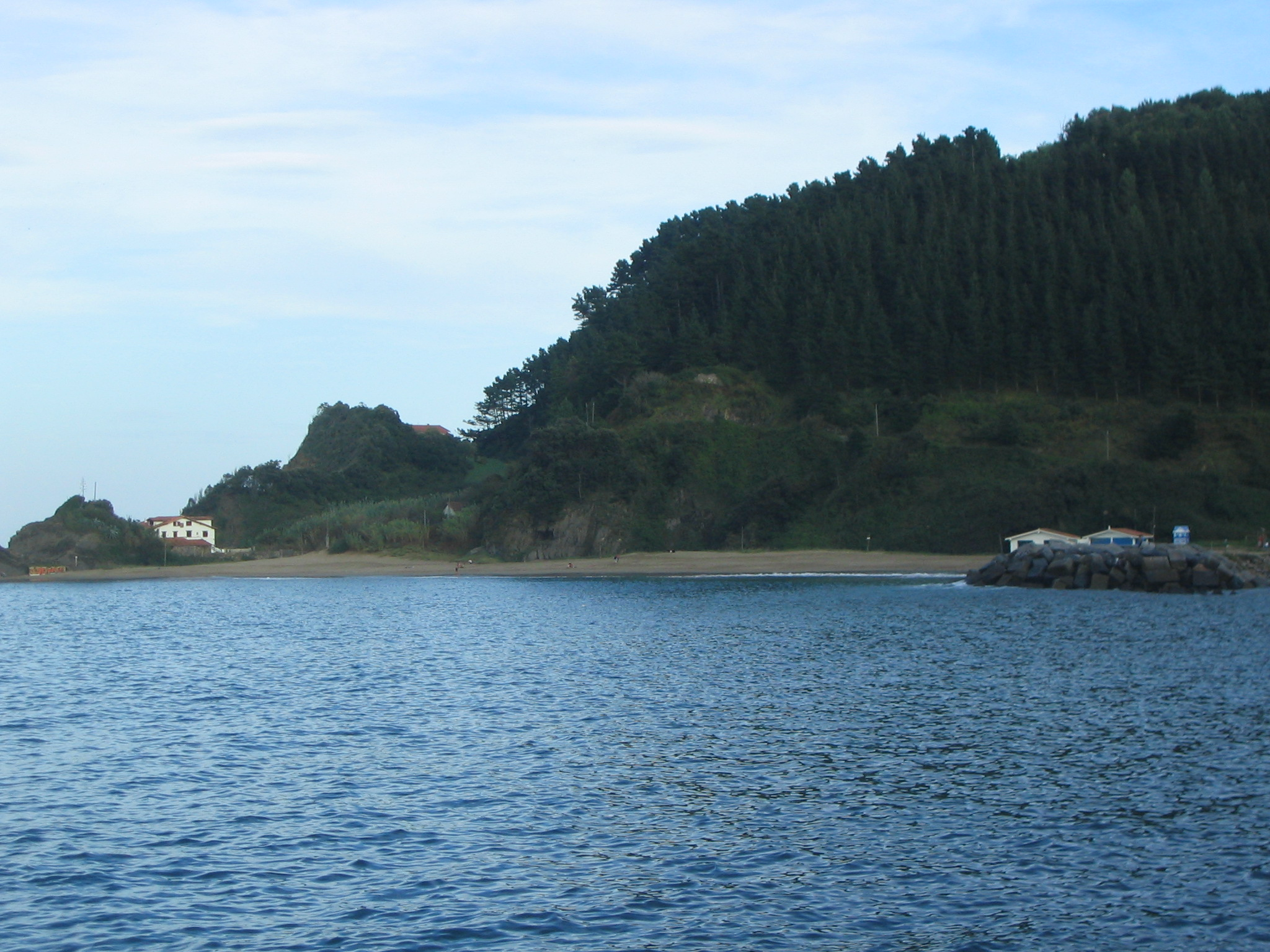
La plage de Saturraran, que partagent Ondarroa et Mutriku.

Depuis toujours la principale source de richesse de la ville a été la pêche, il est un des principaux ports de pêche de la région cantabrique. Au XIXe siècle, il disposait déjà d'une flotte de 18 bateaux, 8 de pour l'anchois et la sardine, 2 pour la langouste et est arrivé même à avoir des navires de transport de fer. Le commerce a été du temps de Philippe II importante atteignant plus de 50 bateaux. De même, avec la pêche, l'activité des chantiers navals de rivage a été important jusqu'à la dernière moitié du XXe siècle. Comme tout autre peuple de la côte basque il a contribué avec des marins rendus célèbres à l'Armada espagnole.
En 1638, la ville a aidé Saint-Sébastien encerclée par les français et avec les apports d'autres villes biscaïennes ont vaincu ceux-ci en saisissant 3 bateaux et 30 hommes.
Le 28 août 1794, dans la Guerre du Roussillon (Guerra de la Convención), les français sont entrés dans la ville et ont provoqué un incendie qui a détruit une importante partie de la ville. Ils ont aussi pillé l'église paroissiale.
La mairie était composé du maire ordinaire, deux régisseurs, un syndic, deux députés commun et un personero. Il occupait le siège numéro 11 dans les Juntas Generales de Guernica.
Elle a été du côté de Martín García Licona, membre du Conseil de Sa Majesté, Oidor de la Audiencia (Auditeur de l'Audience) et père de Marina Sánchez de Licona, dont le fils sera le célèbre San Ignacio de Loyola.
À la fin du XIXe siècle sont arrivées à la ville plusieurs familles italiennes intéressées par la conserve, spécialement celle de l'anchois, et elles ont monté, tout comme d'autres communes côtières basques, des usines de salaison qui seront l'embryon de l'importante industrie des conserves que possède actuellement Ondarroa.
Pendant la Seconde République espagnole on a effectué de très importantes activités pour le futur de ville. En 1934, des mains du ministre Indalecio Prieto, on a commencé à construire le port extérieur qui, une fois fini après la guerre, a remplacé celui qui jusque-là se trouvait sur la partie intérieure de la ria, amarrant les bateaux à quai avec l'église et sur le vieux pont.
La guerre civile espagnole a causé à Ondarroa davantage de dommages humains que matériels. Les élections de février 1936 ont mis en relief les strates socio-politique ondarrais. Une majorité de nationalistes basques du PNB proche d'une fort mouvement carliste et quelques républicains, socialistes et communistes. Après le coup d'État manqué contre la légalité républicaine et le début des actions de guerre le 18 juillet 1936 on constitue à la ville le Comité de Défense qui a agi jusqu'à l'entrée dans la ville des hauteurs le 4 octobre de cette même année. Dans cette période beaucoup de carlistes ondarrais (qu'ils soutenaient aux hauteurs contre la légalité républicain) ont été arrêtés par le Comité de Défense et ont été emprisonnés. Le contrôle de la ville passé aux mains des hauteurs a été déliée la répression contre les habitants qui maintenaient idéologiquement fidélité à la république.
La prise d'Ondarroa par les insurgés s'est produite peu avant le front nord et sera gardé jusqu'au printemps 1937. À Ondarroa, la ligne de front coïncidait approximativement avec la limite territoriale avec Berriatua, encore ainsi, ayant le front près de la population, celle-ci n'a pas subi de grands dommages. Beaucoup de marins ondarrais ont été incorporés dans la marine de guerre des deux côtés. La plupart des morts dans la lutte se sont produits dans le naufrage du croiseur Baleares dans l'équipage duquel se trouvaient de nombreux Ondarrais.
Passé la lutte, le port extérieur est considérablement consolidé, croissant sa flotte de pêche et arrivant à être un des ports de pêche les plus importants de Cantabrie, ce qui a contribué à la croissance démographique et à l'enrichissement de la commune et son extension par tout le rivage de la ria.
Durant les années 1990 on a effectué de grands travaux d'infrastructure pour créer l'accès au port. Parmi ces travaux, il est à noter la construction d'un nouveau pont par l'ingénieur Santiago Calatrava.
Encore avec la diminution des captures et la problématique de pêche qui apparaissent à partir de la dernière période du XXe siècle, la disparition de quelques espèces, d'abandon par les jeunes des travaux marins… le développement de la ville est encore basée sur les ressources de la mer. La rénovation de la flotte de pêche avec des bateaux qui incorporent les plus technologies les plus récentes et la nouvelle émigration, dans ce cas d'origine africaine, avec l'admirable persévérance et la capacité de travail des Ondarrais assurent le futur de ville.

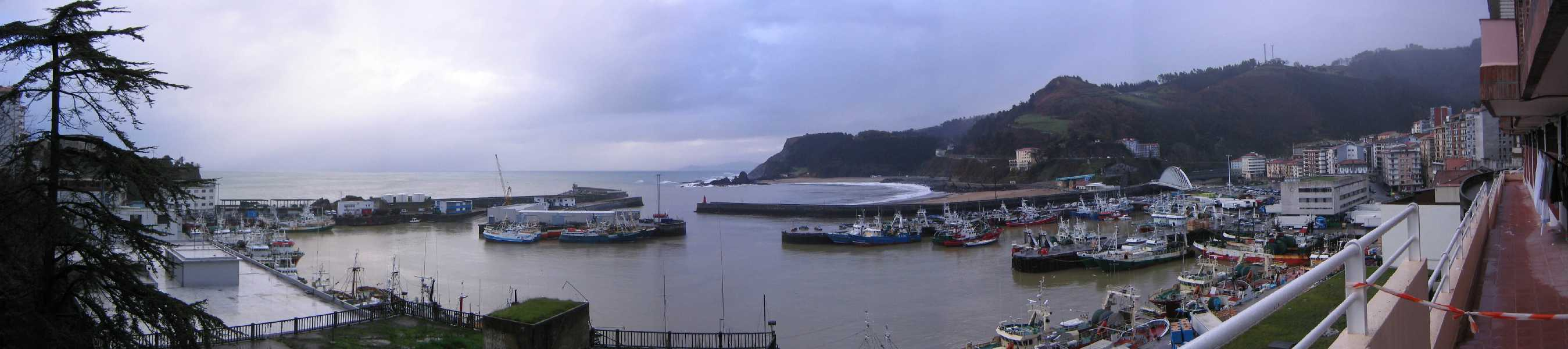
Vue générale du port. Au second plan, la plage d'Arrigorri, avec le paseo maritime. Aa fond les falaises de la plage de Saturraran.

## Rivalité entre Ondarroa et Lekeitio
La rivalité existante entre Ondarroa et la ville voisine de Lekeitio dépasse les rivalités vicinales typiques qui sont généralement habituelles. Dans le cas de ces deux villes la rivalité se perd dans l'histoire. Avant leur fondation les habitants des terres qui occuperaient ensuite ces villes étaient déjà faits face. Les guerres banderizas, dans lesquelles se sont affrontés les oñaciens et gamboins ont été aussi étendues par trois servi pour la confrontation entre ceux d'Ondarroa et ceux de Lekeitio.
Les seigneurs féodaux de Lekeitio étaient du côté oñacien, et ceux d'Ondarroa et Berriatua du côté gamboin. À Lekeitio étaient les familles Yarza et Licona (qui s'établira ensuite à Ondarroa) tandis qu'à Ondarroa et Berriatua se trouvaient les Arancibia. Il y a des témoignages, comme ceux que donne Lope García de Salazar dans son livre Bienandanzas y fortunas, de conflits de guerre entre les deux familles qui étaient celles qui dominaient l'économie de ses lieux respectifs et auxquels étaient assignées ses habitants.
Avec la fondation des villes d'Ondarroa et de Lekitio et en raison d'une indétermination des limites sont apparus des problèmes et des procès entre les habitants de toutes les deux. Le plus grand procès, qui a duré plus de 100 ans, était en rapport avec l'extraction de bois d'Amallo sans qu'on ne paye aucun impôt par les lekeitians. Le procès a été gagné par Lekeitio avec une sentence qui a été prononcée en 1338 par un comité de bons hommes des deux villes et qui, le 29 janvier 1379, sera confirmée par le Seigneur de Biscaye Juan Nuñez de Lara et en 1386 et 1396 par le roi de Castille. Quelques années auparavant, en  1347 il avait été gagné par Lekeitio dans un autre problème de limites qui se pose à nouveau en 1374 avec un résultat semblable.
Ce type de procès n'a pas été seulement en terre mais aussi dans la mer, entre les deux villes de pêche, sont apparus des problèmes. Dans la pêche à la baleine, qui se déroulait généralement près de la côte avec des vigies dans cette dernière, il est apparu en de nombreuses occasions le conflit. Se disputant de celui qui l'avait vue le premier ou même, qui restait avec cette dernière une fois blessée. Sur la pêche à la baleine, il y a un témoignage écrit depuis 1233, quand le roi Alphonse VIII accordera des privilèges à Mutriku. En 1581 il y a une certitude par sentence du conflit dans la chasse d'une baleine entre Lekeitio et Ondarroa et le 3 mai 1644, des écritures publique de capitulation qui essaye de régler la chasse de la baleine. Elle il est dit :
...que las ballenas que lo mareantes de dichas villas y cofradías hubieren primero heridas, no hieran a los marineros de otra villa salvo que se le soltase, andando suelta la pueden herir y a la que tal tampoco puedan herir los de la otra villa y cofradía. Y si dicho primer heridor, cuando ha sido con la ballena, se viese en necesidad de socorro por falta de sus consortes de vecinos de su villa y cofradía para asegurar y matar las dichas ballenas así por estar los dichos vecinos lejos o por otra necesidad que les ofrezca, pidiendo el heridor primero el dicho socorro a los vecinos de la otra villa y cofradía, lo cual ha de ser por necesidad y no por su gusto se lo hayan de poder dar aquellos a quienes pidiere, ellos han de poder herir en tal caso y no de otra forma, y tirar y llevar su aprovechamiento conforme hiriesen y conveniesen.
Les décrets sont modifiés en 1676, mais sont toujours apparus des problèmes jusqu'à la disparition de cette dernière.

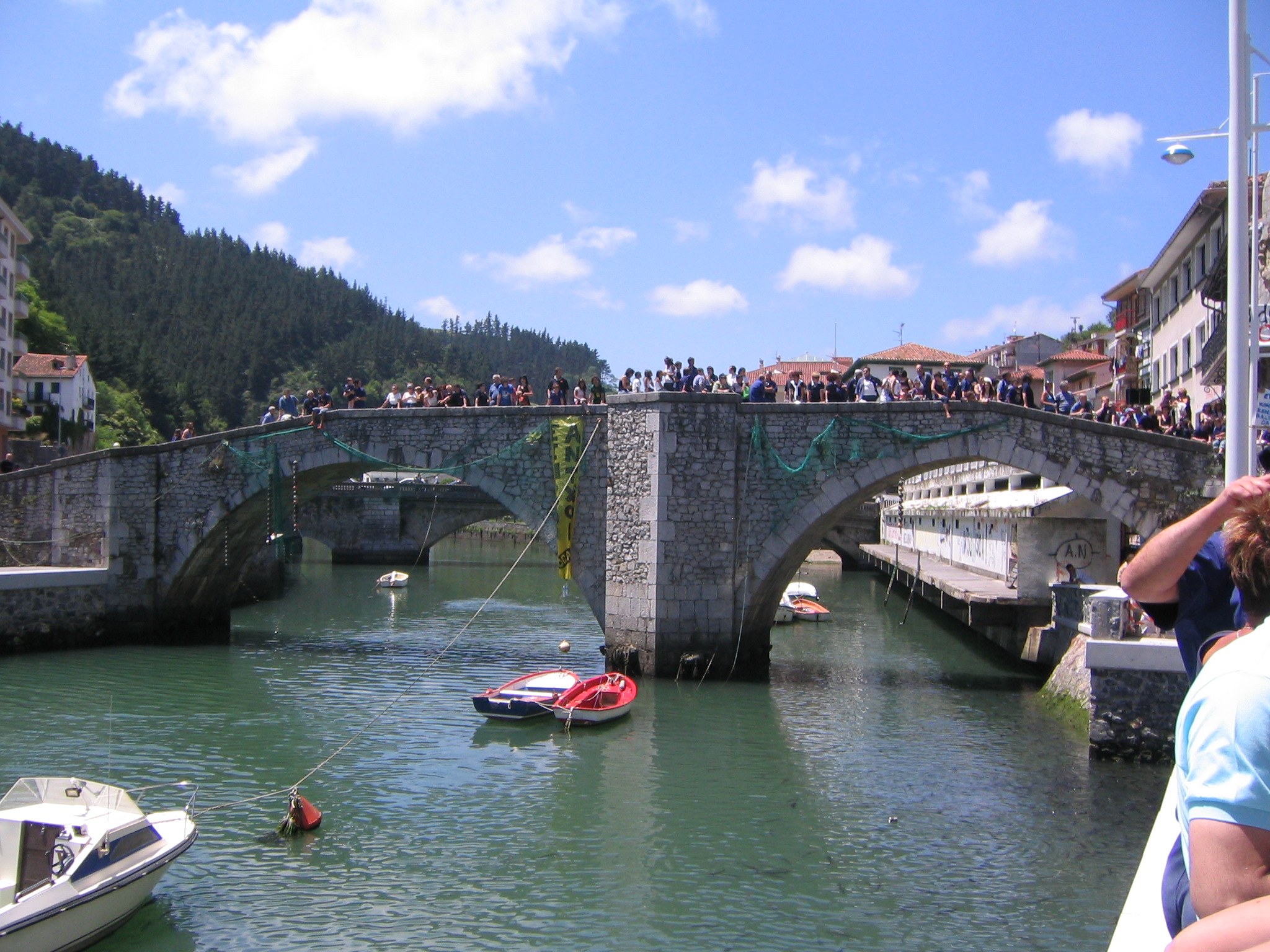
Vieux pont.

Il n'y a eu que la baleine qui a été problématique, il y a aussi eu des conflits avec les cordas qu'ils ont dû effectuer des accords en 1568. La pêche à la langouste a aussi été source de conflit et de confrontation qui a terminé en 1763 après 14 procès. Ceux de Lekeitio incitent les pêcheurs d'Ondarroa à l'interdiction de la langouste dans tout le littoral biscaïen, jusqu'à Zumaia, cette fois la justice a donné la raison aux ondarrais.
Au début du XXe siècle, la confrontation a été en recrudescence et atteint tous les voisins. Les faits sont contextualisés dans les essais de régates de 1926 et le drapeau de la Concha, (Saint-Sébastien, Guipuscoa) prix maximum dans ce sport au Pays basque. Les événements ont pris un tel aspect qu'a dû intervenir le gouverneur civil à l'ordre aux deux villes et à ses habitants. Les faits commencent avec l'empêchement des voisins de Lekeitio dont les ondarrais pourraient apporter une traînière nouvelle qui avait été chargée à cette ville. Le malaise ondarrais  est arrivé à demander aux voisins de Lekeitio que leurs bateaux ne s'amarrent pas ni ne commercialisent de produits dans les quais d'Ondarroa. Des jours avant la régate de la Concha une lutte à Lekeitio se produit entre des habitants de cette ville et ceux d'Ondarroa et le 5 septembre, dans la régate de la Concha, le Club Deportivo Aurrera de Ondárroa gagne le drapeau (la régate) et on délie une série d'épisodes violents entre les habitants des deux villes, discussions, insultes entre des chauffeurs de transports qui parcouraient les deux localités, cris sur les marchés contre les vendeurs de poisson de Lekeitio… mais la chose est aggravée quand on publiera des vers en basque (euskara) que les autorités de Lekeitio trouvent injurieux. Les vers de José Burgoa et José Brontxe, qui se moquent des perdants, sont un motif de sanction par l'autorité provinciale. Une vive rivalité est maintenue dans les deux localités.

## Politique
Élections de 2007 : Lors des élections du 27 mai 2007, 'ANV n'a pas pu se présenter à ces dernières dans la mairie d'Ondarroa sa liste étant devenue illégale au regard la loi des partis. Ce parti politique demanda le vote nul avec le résultat que les votes nuls ont été la majorité de ceux déposés dans les urnes. L'ANV a réclamé la présence dans la mairie, demande qui a été rejetée et après divers incidents les édiles élus du PNB et d'EA renoncèrent à leur devoir de conseillers et ont été remplacés par un gestionnaire qui a nommé Félix Aranbarri comme président de cette dernière.
Élections de 2011 :
| Ondarroako udalbatza           |                 |                   |
| Parti                          | Résultats       | Nb de conseillers |
| Bildu                          | 2 957 (61,78 %) | 9                 |
| EAJ-PNB                        | 1 531 (31,99 %) | 4                 |
| Parti populaire du Pays basque | 184 (3,84 %)    | -                 |
| PSE-EE                         | 114 (2,38 %)    | -                 |

## Patrimoine

### Patrimoine civil

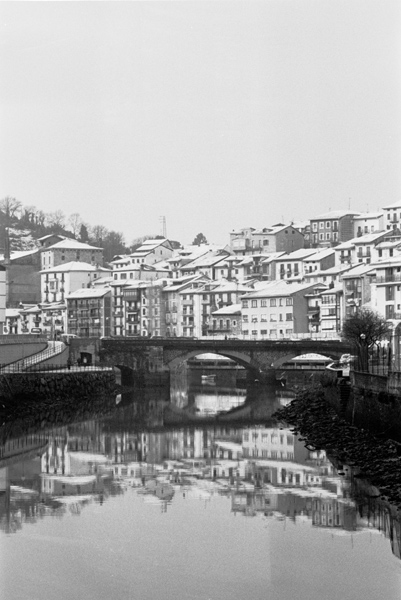
Photo du pont neuf depuis le vieux pont

- Casco Antiguo : Il maintient le croquis médiéval. A été déclaré Bien Cultural avec catégorie de Conjunto Monumental par le Gobierno basque en 1994[5].
- Tour de Likona[6] : du XVe siècle. Maison typique tour basque. A appartenu à la famille d'Ignace de Loyola, fondateur de la Compagnie de Jésus. Sa mère est née ici.
- Ancienne Mairie : adossé à l'église de Santa María, il s'agit d'une construction toscane de fin du XIXe.
- Ancienne confrérie de pêcheurs Santa Clara : édifice du début du siècle XXe siècle. Dans un incendie à la fin de ce siècle, on a perdu la salle d'adjudications connue comme "salle de la boule".
- Vieux Pont : pont de pierre érigé dans le lieu où se trouvait l'ancien pont de bois médiéval que la ville avait droit d'exploiter. En 1958, une crue l'a détruit et il a été reconstruit en suivant son ancienne conception.
- Pont de la plage ou du petit chien : pont piétonnier giratoire, pour que puissent passer les bateaux à la zone d'amarrage à quai dans la ria. Dans ses débuts, c'était un péage, on payait 5 centimes (une monnaie de "petit chien") pour passer. Il a été construit en 1927 par la Députation de Biscaye grâce à l'importance de la plage qui est accordé dans la vie moderne selon le projet de l'ingénieur José González de Langarica approuvé en 1925. C'est une entreprise de Deusto qui l'a construit. La passerelle pèse 23 tonnes, est fabriquée en acier, fer forgé et bois. Il s'appuie sur deux piliers circulaires de béton, couverts de pierre façonnée. Dans l'extrémité la plus proche au casco urbano, on a placé le poste de manœuvre et encaissement de péage. Après diverses modifications, il a perdu la grille originale et le poste est resté démonté. La manœuvre de l'ouverture et d'un de ses côtés fixé à terre. On l'a appelé aussi passerelle giratoire Alfonso XIII. Il est le seul de cette caractéristique en Espagne et des rares en Europe. Il est classé comme Bien Cultural dans la catégorie de Monument[7].
- Pont d'Itsas Aurre : magnifique œuvre d'ingénierie Santiago Calatrava Valls, effectué dans les nouveaux accès au port à la fin du XXe siècle.
- Hôtel Vega : œuvre de l'architecte Pedro Guimón Eguiguren du début du XXe siècle, c'est une œuvre de ce qui a été donné d'appeler architecture néobasque encadrée dans le courant moderniste. Il est classé Bien de Interés Cultural.

### Patrimoine religieux
- Église de Sainte María : Gothique tardif bien qu'il ne puisse pas être classé dans le gothique basque, il date de 1462 ou 1480, elle il caractérise les sculptures de style borgoñón qu'elles couronnent par des connaissances populairement comme kortxeleku mamuak et toute une série gargouilles et rosaces. Les parois sont parcourues par un liseré avec des motifs floraux et animaliers. À l'intérieur, il y a un grand retable, plateresque, qui couvre un autre gothique réalisé en pierre. Elle a été érigée sur la rivière Artibai et, dans sa base, elle possède les cercles où on amarrait les bateaux à quai. Elle est entourée par une promenade qu'on appelle korreta.
- Église de l'Antigua : Vierge de grande vénération pour les ondarrais. Début du XIIe siècle bien qu'elle ait subie des travaux de restauration très importants en 1750 et, vers le milieu du XXe siècle, on lui a ajouté le clocher actuel.

## Fêtes

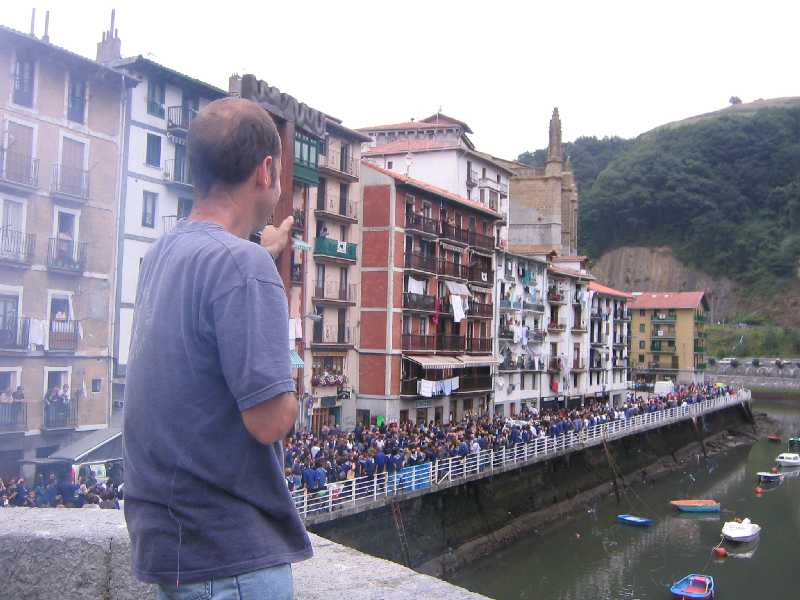
Ondarroa, célébration du Zapatu Azule (Samedi bleu).

### Carnavals  (inauteriak)
À Ondarroa, les fêtes commencent le samedi avec l'arrivée du Lantzoi. Le Lantzoi est un poisson marin, l'alevin ou l'élevage de l'akula (du poisson aiguille). Mardi, à la fin de la festivité, on brûle le Lantzoi, adulte, et ses cendres sont jetées à la mer. Pendant tout le samedi, dimanche et mardi, les spectacles et les concours sont nombreux.

### Antxoa eguna (jour de l'anchois)
Il a lieu le second samedi de mai. On prépare les activités en rapport avec l'anchois pendant toute la journée. Le matin a lieu un concours de pintxos d'anchois, auquel prennent part des restaurants et des bars de tout l'Euskadi (Pays basque), et un autre de filets artisanaux de l'anchois. L'après-midi, on offre une dégustation de pintxos d'anchois préparés par les sociétés gastronomiques d'Ondarroa, depuis Kantoipe et sur toute la rue Nasa. On organise également une représentation du travail et de l'atmosphère dans une ancienne usine de conserves, et un marché de conserves d'Ondarroa. Il existe, également, la possibilité de gouter des boissons typiques de la comarque de Lea-Artibai. Le soir, on offre généralement un concert de rock sur la plage d'Arrigorri.

### Fêtes de Kamiñazpi
Kamiñazpi est une rue d'Ondarroa.  organise ses festivités le second week-end de juin. Bien qu'il y ait des spectacles pour tous les âges, le plus remarquable est le concert de rock de samedi, pendant la nuit.

### Saint Jean
Bien que le 23 juin, on fasse de petits feux dans beaucoup de rues de la ville, il faut souligner les activités du quartier de Gorozika. En outre, le feu et l'atmosphère de fête de la veille, le même jour de San Juan (Saint Jean) a lieu une jolie procession. Elle se déroule avant une messe où sont bénis des fleurs, des fruits et des herbes, pour protéger les maisons des orages. La religion chrétienne et les anciennes coutumes basques sont réunies dans ce rite. Entre autres spectacles, il y a jeu de bolos, sports ruraux et danse.

### Zapatu azul(samedi bleu)

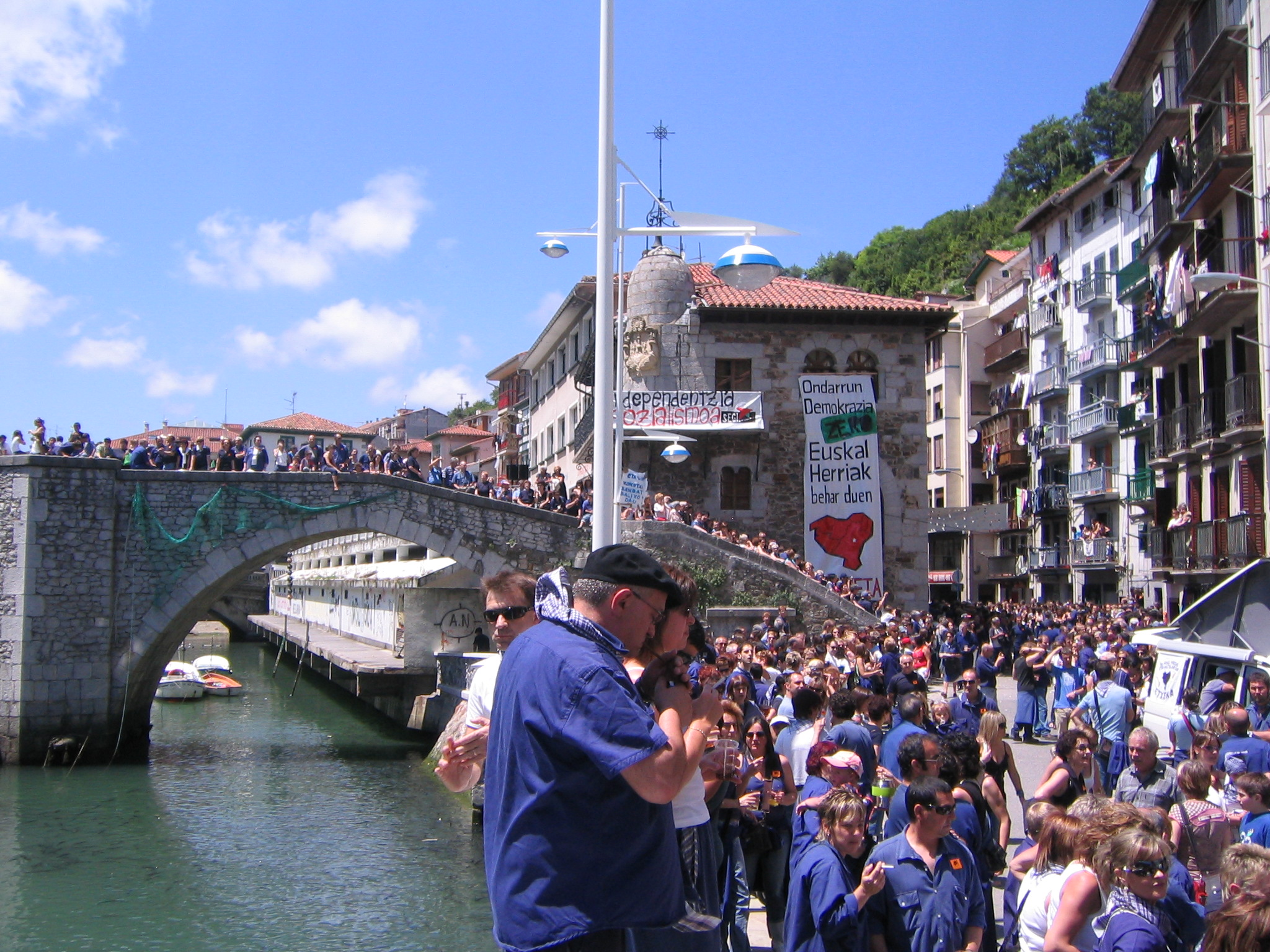
Zapatu Azule (samedi bleu).

On le fête le dernier samedi de juin, organisé précédemment par l'association Bolo-bolo et actuellement par Radixu Irratia. On fait la Dyne Martxi (parcours à bicyclette de Tolosa à Ondarroa en honneur à Dyne Bilbao, sportive et championne de triathlon qui a disparu en juin 1997 dans une traversée de l'Atlantique en catamaran), et on organise la foire de chemisettes du Pays basque. Les gens s'habillent en chemise de mahón (traditionnelles des gens de la mer), au milieu d'une bonne atmosphère de fête dans la vieille ville.

### Cycle musical Pedro María Unanue
Il se déroule pendant toutes les fins de semaine de juillet et la première d'août. Organisé par la Mairie d'Ondarroa et avec l'aide de diverses organisations publiques et privées. On offre des concerts de haut niveau : galas lyrique, concerts de piano, coraux, métal et orchestres.

### Santiagos
Le 24 et le 25 juillet, la Maison de la Galice d'Ondarroa organise divers spectacles sur la place Itsasaurre. C'est une bonne occasion de savourer des produits typiques galiciens.

### Marché de produits de Lea-Artibai
Il est organisé le premier samedi d'août, régates incluses.

### Fêtes de Andra Mari

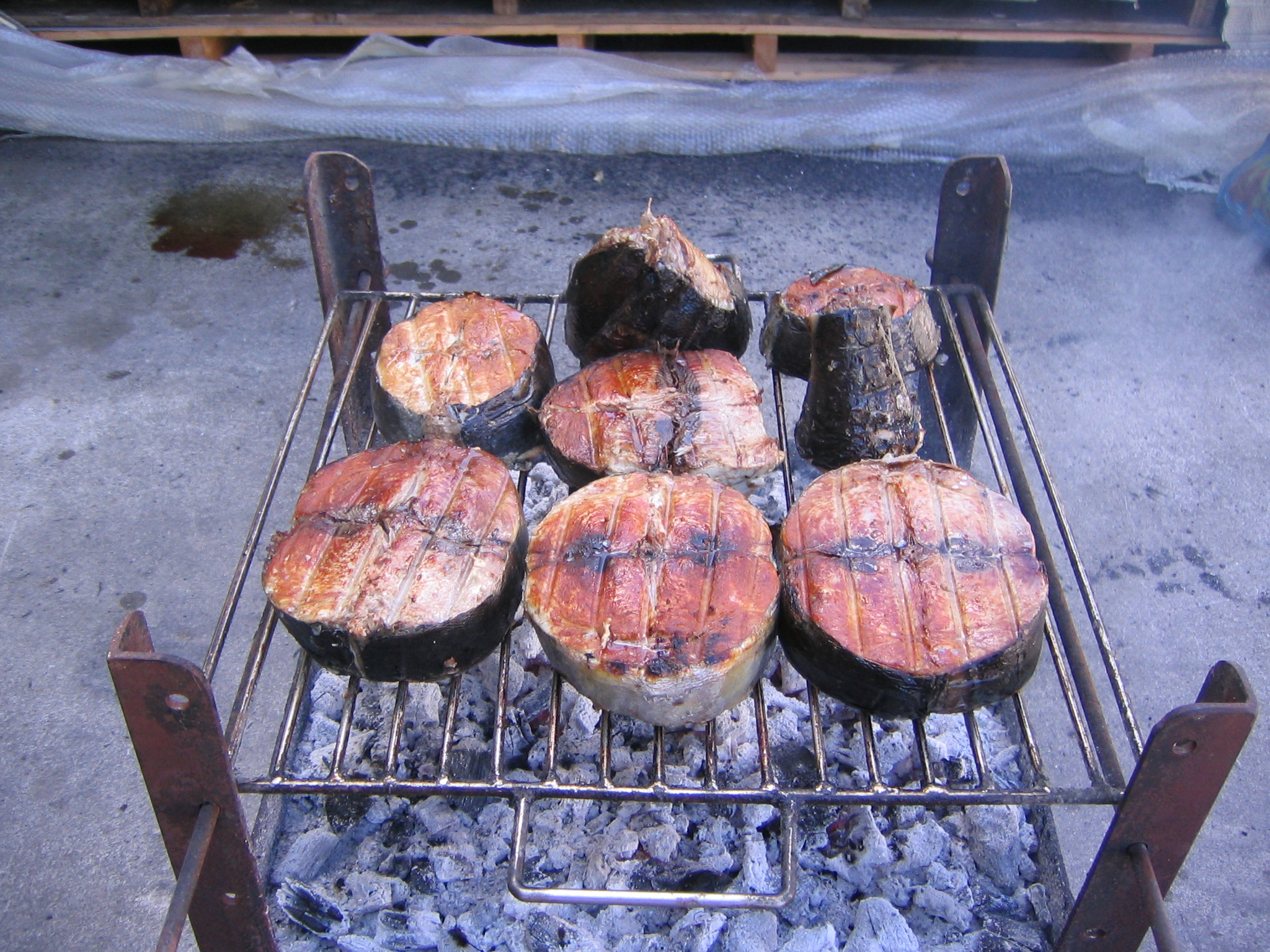
Bonite grillé "a la parrilla" (à Ondarroa on dit ojael).

Ce sont les festivités patronales d'Ondarroa par excellence. Elles ont lieu en l'honneur de la Vierge de l'Ancien patron de la localité le 15 août.
Bien que depuis fin juin et début juillet, on effectue divers actes, les festivités se déroulent généralement depuis le 14 au 17 août. Ici prennent part les groupes culturels et sportifs locaux, les txistularik se chargeant des pasacalles, le concours de marmitako, tamborradas, géants et cabezudos (grosses têtes), courses cyclistes, partis de football ou démonstrations de danse. Il y a des concerts d'importants groupes de rock, banquets populaires, charangas, des feux d'artifice, concerts de mariachis ou des zones spéciales d'activités pour les petits.
Depuis 2005, on effectue deux programmes de festivités parallèles, un celui de la mairie et un autre appelé le Herrittarran Andramaixak (Andramaris du Peuple), organisées par la gauche Abertzale et leur environnement, majoritaire dans la ville et sans représentation municipale de par sa non légalité.
En 2002, on a incorporé, à l'initiative de la commission les txoznas et de la Gazte Asanblada (Assemblée de Jeunes), le Gazte Eguna (Jour des Jeunes) pour le 13 août, journée où ils baissent de haut ce qui est de l'église au Gaztetxe (Maison des Jeunes) à Turubi, un personnage qui fait de fille de Leokadi (voir par la suite). Ce jour beaucoup des jeunes locaux on habille des chemisettes d'une même couleur et ils prennent part le pasacalles avec collage d'affiches, le repas populaire, les jeux ou la discothèque ambulante. Tout organisé par les mêmes jeunes qui jouissent de la festivité.
Le 14, la veille de festivité, (qui dans certains cas a été appelée Aministia Eguna comme revendication politique) a lieu la sauve ; il y a ensuite un pasacalles avec bertsolaris et plus tard la Tanborrada, qui est organisée par l'Ikastola Txomin Aguirre. Il passe par les rues depuis Kamiñazpi jusqu'à arriver à Itsasaurre et ensuite donne le retour jusqu'à finir sur la place de la Musique (près de la mairie et de l'église).
La festivité commence dans la nuit du 14 à au 15 août avec la baisse de Leokadi, qu'elle baisse par l'église de Sainte María en compagnie de sa suite et du Kortxeleko mamuak entourée par un nuage de fumée par l'initiale traca. Le 15, grand jour des festivités, ont lieu des partis de Balle et ils ont pasacalles ; les enfants passent déguisés et collent aux gens par les rues. Le soir, c'est l'exposition de feux artificiels. Toutes les lumières du port sont éteintes pour pouvoir considérer le meilleur.

### Journées Café-théâtre
La dernière semaine de novembre ou la première de décembre, la Mairie, avec l'aide de plusieurs centres hôteliers, organise des journées de café-théâtre. Les sessions commencent à la tombée de la nuit.

### Marché médiéval
En 2002, à l'occasion de la conclusion du 675e anniversaire d'Ondárroa, on a organisé le premier marché médiéval. Il a été refêté deux ans plus tard, en 2004, et a eu lieu à nouveau le 20 septembre 2008, la veille de l'attentat qui a eu lieu dans le commissariat de l'Ertzaintza (police autonaume basque) d'Ondárroa. Il n'est pas annuellement organisé pour l'effort que cela suppose pour beaucoup de personnes. Les associations ondarraises préparent diverses activités (concerts, danses, représentations…) et beaucoup sont déguisés à l'ancienne. C'est une belle journée de fête.

## Personnalités liées à la commune
- Txomin Agirre (1864-1920) : prêtre écrivain et intellectuel en euskara.
- Pedro María Unanue (1814-1846) : tenor.
- Agustín Zubikarai (1914-2003) : auteur et intellectuel en basque.
- Felix Beristain (1937) : peintre.
- Kirmen Uribe (1970) : auteur et poète en euskera.
- Eñaut Zubikarai (1984) : joueur de football professionnel, gardien de but de la Real Sociedad.
- Aritz Solabarrieta (1983) : joueur de football professionnel.
- Kepa Arrizabalaga (1994): joueur de football professionnel, gardien de but notamment en équipe d'Espagne.
- Íñigo Martínez (1991): joueur de football professionnel, évoluant au poste de défenseur notamment en équipe d'Espagne.
- Aitzol Aramaio (1971) : réalisateur de cinéma.
- Marina Sánchez de Licona (XVe siècle) : mère du fondateur de la Compagnie de Jésus, Ignace de Loyola. Il est né dans la tour de Likona[9].
- Martín García de Licona (XVe siècle) : membre du Conseil Royal, oidor (écouteur, avocat) de l'Audience ; il est le grand-père maternel d'Ignace de Loyola.

## Jumelages
Ondarroa est jumelée avec deux villes :
- Santa Flavia,  Italie
- Borj, Sahara occidental